# 審美歯科学
審美歯科学（しんびしかがく、英語：cosmetic dentistry）は、歯学の一分野で、歯牙漂白法に代表されるような歯牙の審美的修復に関わる研究、分析、治療する学問。
審美歯科学は他の臨床歯科学の技術を統合して審美性の追究を行う新しい学問である。例えば、歯牙漂白法の手法の一つであるウォーキング・ブリーチ法は、古くから歯内療法学の技術として存在していた。

## SPA要素
歯牙の形態において、審美的用件を個々人に対して適合させるために考慮された性別 (sex) 、性格 (personality) 、年齢 (age) の三要素の頭文字をとってSPA要素と呼ぶ。これらの要素は、歯冠偶角の形態や色調、加齢による咬耗の再現など多様な形態を再現する指標として用いられている。